# Discobola dicycla
Discobola dicycla är en tvåvingeart som beskrevs av Edwards 1923. Discobola dicycla ingår i släktet Discobola och familjen småharkrankar. Inga underarter finns listade i Catalogue of Life.